# 278141 Tatooine
278141 Tatooine este o planetă minoră (asteroid) din centura de asteroizi. A fost descoperită pe 15 februarie 2007 la  de Stefan Karge⁠(d) și a fost numită după Tatooine. 
Obiectul prezintă o orbită caracterizată de o semiaxă mare de 2,3727932838565 UAi, o excentricitate de 0,15, o înclinație de 2,1 ° în raport cu ecliptica.